# Andorrská vlajka

Andorrská vlajka
Poměr stran: 7:10

Andorrská národní vlajka
Poměr stran: 7:10

Vlajka Andorry platí v současné podobě (pouze s jiným znakem) již od roku 1866. Tvoří ji list o poměru stran 7:10 se třemi svislými pruhy – modrým, žlutým a červeným – s poměrem šířek 8:9:8. Na vlajce jsou spojeny barvy francouzské (modrá, červená) se španělskými (žlutá, červená).
Uprostřed vlajky je umístěn státní znak, který zobrazuje symboly biskupství Urgel, hrabství Foix, Katalánska a oblasti Béarn. Pod znakem je latinské heslo „VIRTVS VNITA FORTIOR“ (Jednota v odvaze činí silnějšími).

## Historie
Roku 1806 se začala užívat první andorrská vlajka, tvořená dvěma vertikálními pruhy (někdy jsou uváděny pruhy horizontální), žlutým a červeným. Barvy byly převzaty z barev hrabat z francouzského města Foix a biskupa z katalánské urgellské diecéze se sídlem ve městě La Seu d'Urgell. Neexistují žádné dokumenty s důkazem o oficiálnosti vlajky.
Roku 1866 byla zavedena první státní vlajka. Modro-žluto-červené vertikální pruhy jsou na andorrské vlajce dodnes. Velmi často se však měnil znak zobrazovaný v prostředním, žlutém pruhu. V některých obdobích se dokonce znak lišil podle toho, zda byl výrobce vlajky z Katalánska nebo z Francie.
Přibližně v letech 1931–1936 se užívala současně s vlajkou s vertikálními pruhy i neoficiální vlajka s pruhy horizontálními (bez znaku). Podle některých zdrojů byla na vlajce umísťována do žlutého pruhu zlatá koruna. Tato vlajka se dává do souvislosti s pokusem ruského emigranta Borise Skosyrova vytvořit v Andoře monarchii. Skosyrev se prohlásil 12. července 1934 andorrským králem Borisem I., ale o několik dní později byl zatčen a později vyhoštěn.
Po II. světové válce až do roku 1999 měla vlajka poměr stran 2:3. Neexistoval ale žádný právní předpis pro státní symboly a zobrazení často se měnícího znaku.
29. března roku 1993 vstoupila v platnost andorrská ústava a 3. června byla nezávislost Andorrského knížectví uznána jak Francií, tak Španělskem. Státní vlajkou zůstala vlajka s modro-žluto-červenými vertikální pruhy se znakem uprostřed. Oficiálně byla vlajka přijata 20. června 1996, tedy po 130 letech od jejího zavedení. Zákon o používání státních symbolů připouští i použití vlajky bez, ve středu listu umístěného, znaku pro vlajky např. menšího formátu. V zákonu nejsou uvedeny podrobnější specifikace vlajky i znaku.
5. května 1999 schválila andorrská vláda grafickou normu (Llibre de normes gràfiques per a la reproducció i aplicació dels signes d'Estat per als quals el Govern és autoritat competent), která přesně definuje státní symboly: poměr stran je 7:10, poměr pruhů je 8:9:8, znak má šířku 0,30 délky vlajky (na obrázku z commons chybně uvedeno 0.31), střed znaku leží ve vzdálenosti 0,36 délky vlajky od spodního okraje. Barvy vlajky jsou v systému Pantone uvedeny: modrá – 072, žlutá – C a červená – 199. 

Rozměry Andorrské vlajky
Andorrská vlajka (1806–1866) Poměr stran: 2:3
Andorrská vlajka (~1931–1936) Poměr stran: 2:3

## Vlajky administrativních částí
Andorra se skládá ze sedmi částí – farností. Všechny farní okrsky používají své znaky a některé zdroje uvádějí i používání vlastních vlajek odvozených z andorrské trikolóry a příslušného znaku umístěného místo znaku státního.

Vlajka hl. města Andorra la Vella Poměr stran: 2:3